# 形原站
形原站（日语：／ Katahara eki */?）是位於愛知縣蒲郡市形原町御嶽，名古屋鐵道（名鐵）的蒲郡線車站。車站編號為GN19

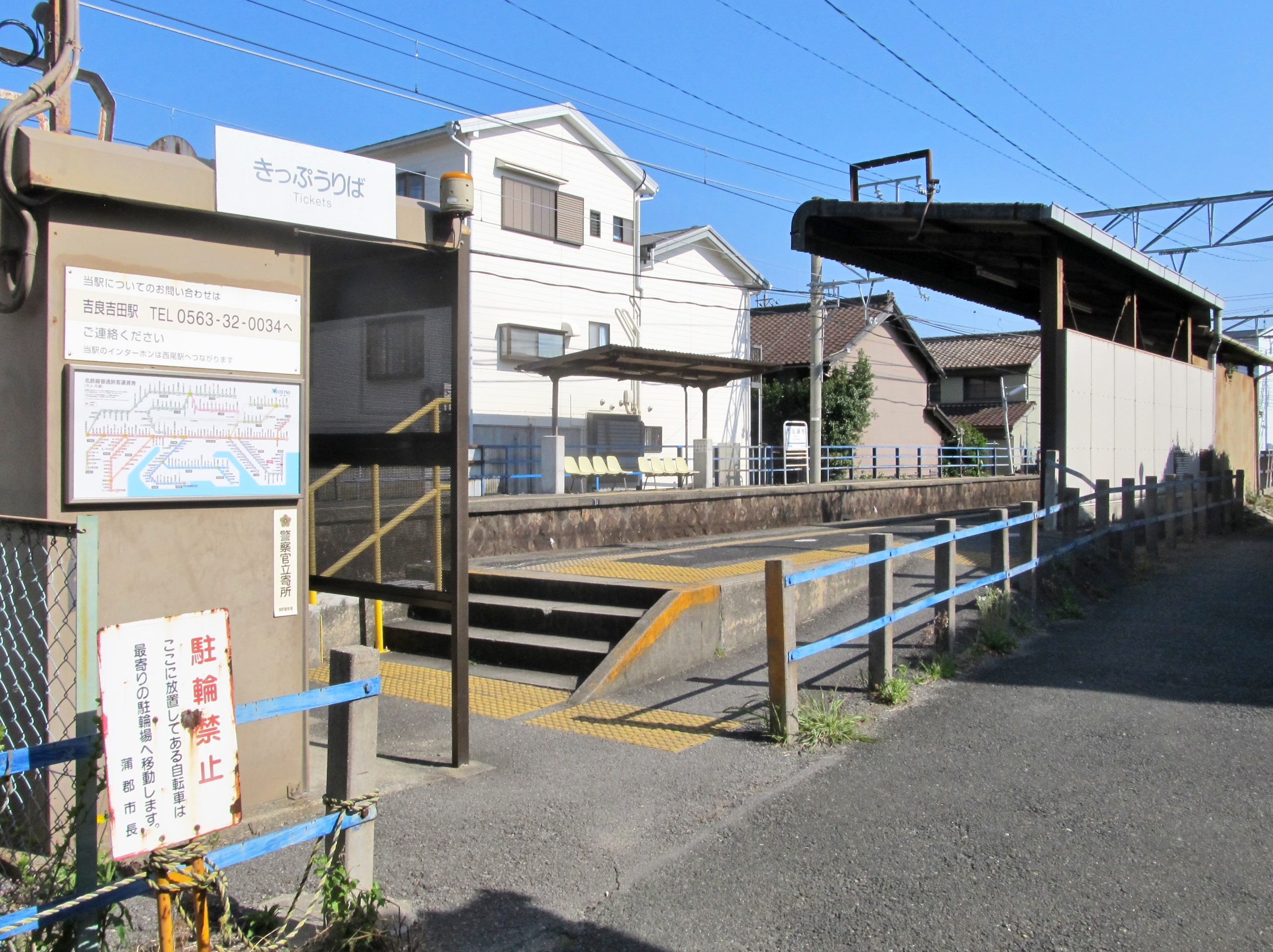
月台入口（2022年4月）

## 歷史
2005年（平成17年）1月28日前，本站設有特急和急行班次。

### 年表
- 1936年（昭和11年）7月24日 - 三河鳥羽站至三河鹿島站之間開業，此站啟用，當時為臨時車站，位於寶飯郡形原町（日语：形原町）（距離現時位置向吉良吉田0.1公里）[1]。
- 1937年（昭和12年）9月2日 - 車站遷移至現時地點，成為正式車站[1]。
- 1987年（昭和62年）8月27日 - 舊車站大樓因火災而燒毀[2]。
- 1988年（昭和63年）9月1日 - 新車站大樓開始使用[2]。並成為無人車站[3]。

## 車站構造
本站為地面車站，設有2面2線的相對式月台，可進行列車交會和容納2卡車廂，在4卡編成的列車中，前面2卡車廂的車門不會打開（選擇性車門操作）。現時使用中的站房是在第一代站房火災而燒毀後重建而成。本站的車站事務室在有人車站時代中佔據車站內部的大半位置。
本站為未引入車站集中管理系統的無人車站。車站大樓內設有自動售票機，以對應吉良吉田至蒲郡之間的一人控制之用。車站內設有內線電話聯絡車站職員。
| 月台     | 路線   | 上下行 | 方向         |
| -------- | ------ | ------ | ------------ |
| （南邊） | 蒲郡線 | 上行   | 吉良吉田方向 |
| （北邊） | 蒲郡線 | 下行   | 蒲郡方向     |

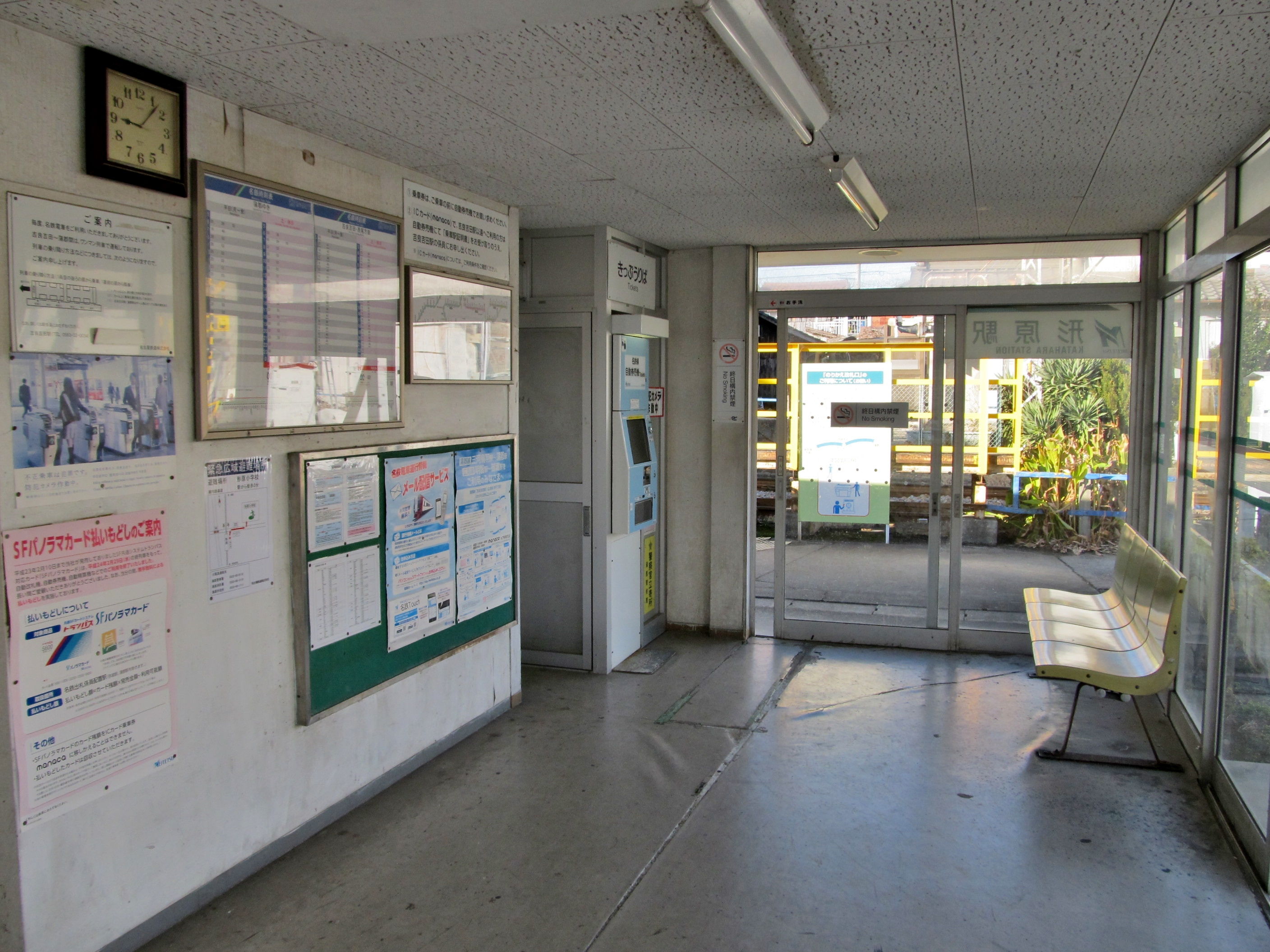
車站內部(2019年2月)
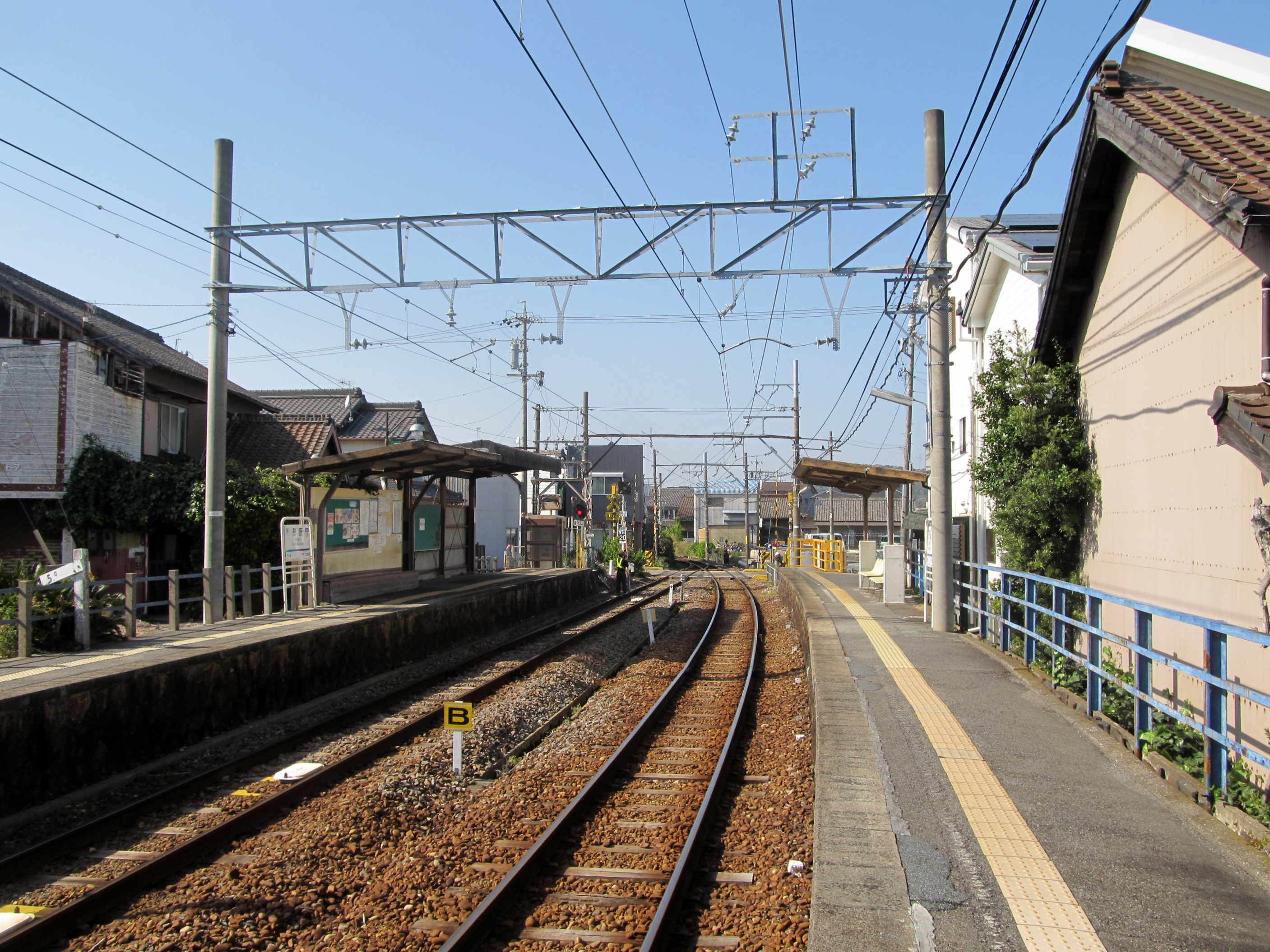
月台(2022年4月)
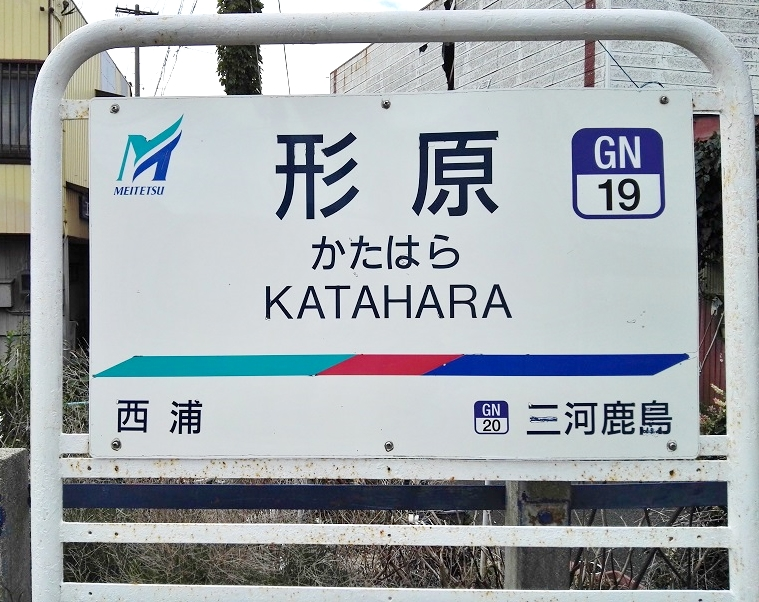
站名牌(2018年9月)

### 配線圖
| ← 吉良吉田方向  | 形原站 站內配線略圖 | → 蒲郡方向 |
| 图例 参考文献： |                     |            |

## 使用狀況
- 在中提及在2013年度，當時1日平均上下車人次為916人，為名鐵所有車站（275站）排名第234，西尾線、蒲郡線（23站）中排名第15[6]。
- 在中提及在1992年度，當時1日平均上下車人次為1,281人，為除岐阜市內線均一車費區間內各站（岐阜市內線、田神線、美濃町線徹明町站至琴塚站之間）外名鐵所有車站（342站）中排名第205，西尾線、蒲郡線（24站）排名第10[7]。
- 在中提及在2010年度1日平均乘車人次為445人[8]。
- 以下為近年1日平均乘車人次的列表：

| 年度   | 1日平均 乘車人次 |
| ------ | ---------------- |
| 2006年 | 469              |
| 2007年 | 465              |
| 2008年 | 471              |
| 2009年 | 452              |
| 2010年 | 445              |

## 車站周邊
- Yamanaka（日语：ヤマナカ）形原店
- 形原溫泉（日语：形原温泉） 轉乘巴士乘坐7分鐘
- 蒲郡球場（日语：蒲郡球場） 步行15分鐘
- 愛知縣道322號深溝西浦線（日语：愛知県道322号深溝西浦線）（温溫街道）
- 蒲郡市立形原小學
- 蒲郡市立形原中學
- A-Coop 形原

## 巴士路線
- 名鐵巴士（日语：名鉄バス） 形原站前巴士站
- 形原地區支線巴士（繡球花巴士）名鐵形原站巴士站

## 相鄰車站
名古屋鐵道
 蒲郡線
西浦（GN18）－形原（GN19）－三河鹿島（GN20）

## 外部連結
- 形原 - 名古屋鐵道